# Escudo del estado de São Paulo
El escudo de armas del estado de São Paulo fue instituido por ocasión de la Revolución Constitucional de 1932,  por el Decreto n° 5656, firmado por el gobernador Pedro Manuel de Toledo, en agosto del mismo año.

## Historia
El escudo fue creado por el pintor José Wasth Rodrigues y fue símbolo de la campaña "Oro por el bien de São Paulo," durante a Revolución Constitucionalista de 1932. El proyecto original incluía el lema Pro S. Pavlo Fiant Eximia ("Por São Paulo háganse grandes cosas"), una variación de una inscripción en latín escrita en las paredes del embalse del Departamento de Agua de São Paulo en 1895, originalmente escrita Pro São Paulo Fiat Eximium.
Luego de la aprobación del escudo, Pedro de Toledo, interventor federal de São Paulo, lo modificó, reemplazando la frase histórica que evocaba el orgullo paulista por una de carácter más nacionalista en relación con Brasil, manteniendo el mismo significado que el original, pero ahora en referencia a Brasil, convirtiéndose en "Pro Brasilia Fiant Eximia."
Se utilizó el escudo hasta el Estado Nuevo, en 1937, siendo posteriormente sustituido por otros símbolos nacionales brasileños. Con la caída del gobierno de Getúlio Vargas en octubre de 1945, volvería a ser utilizado como símbolo de São Paulo tras la creación de la Constitución de 1946. 
La versión escultórica oficial fue hecha por el escultor Luís Morrone y está en la colección del Palacio de los Bandeirantes.

## Significado
La descripción heráldica, dada por la ley nº 145/1948, es la siguiente:
”En escudo portugués de gules una espada con el puño brocante sobre la intersección de un ramo de laurel a la diestra y uno de roble a la siniestra, pasados en aspa en la punta, y acostada en jefe de las letras S.P., todo de plata; timbre: una estrella de plata; soportes: dos ramos de café frutificados, de su color,  pasados en aspa en la punta; divisa: en listel de gules, brocante sobre la intersección de los soportes, "PRO BRASILIA FIANT EXIMIA" (“Por el Brasil háganse grandes cosas”), de plata.”